# خطة دوز

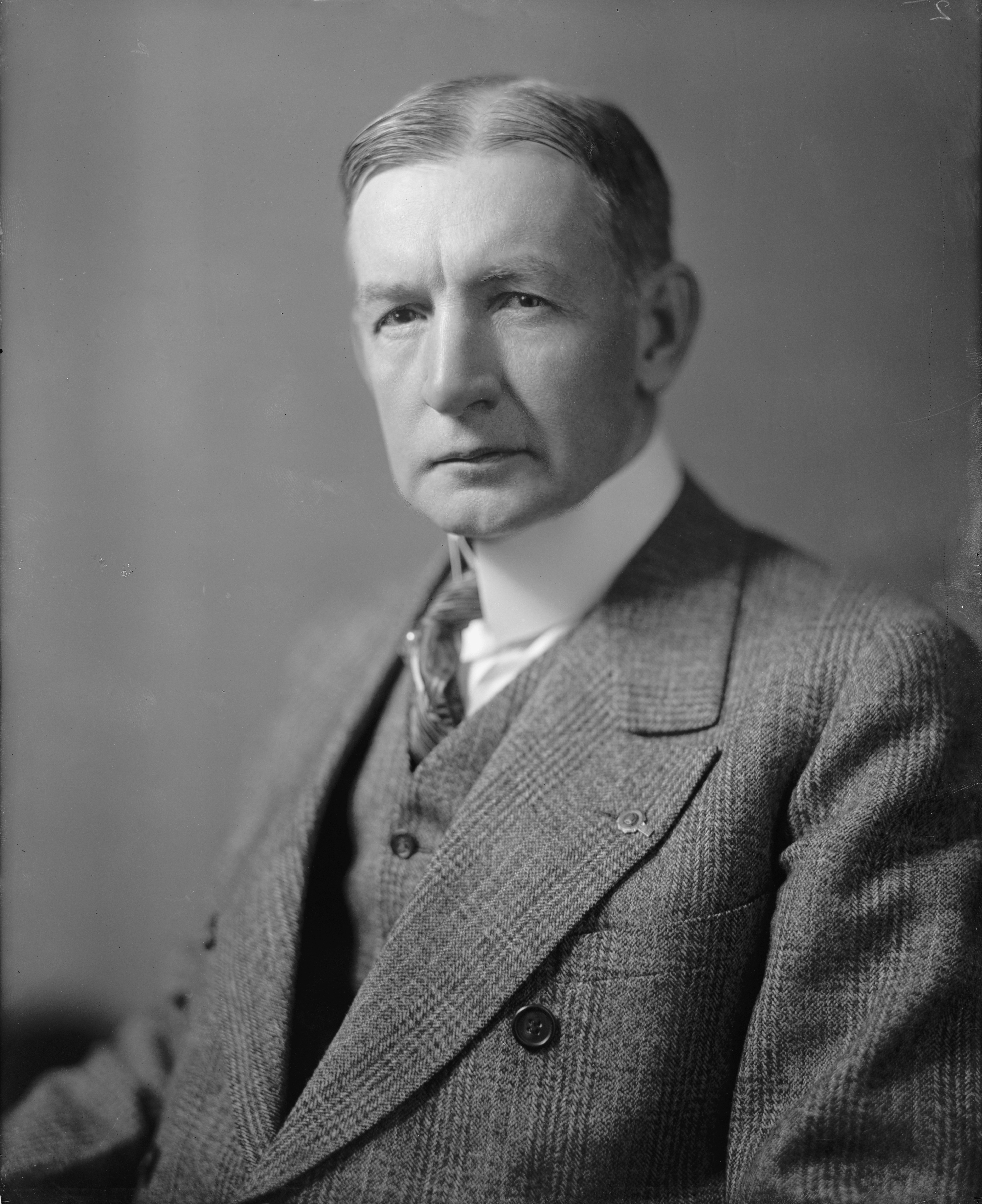
تشارلز جيتس دوايس (1865-1951)

خطة دوز (على النحو المقترح من قبل لجنة دوز، برئاسة تشارلز جيتس دوز) كانت خطة في عام 1924 لحل قضية تعويضات الحرب العالمية الأولى التي كانت مطلوبة من ألمانيا. لقد أنهت أزمة في الدبلوماسية الأوروبية بعد الحرب العالمية الأولى ومعاهدة فرساي.
ساهم احتلال الرور من قبل فرنسا وبلجيكا الصناعية في أزمة التضخم الجامح في ألمانيا، ويعزى ذلك جزئيًا إلى تأثيرها المعطل على الاقتصاد الألماني. تنص الخطة على إنهاء احتلال الحلفاء، وخطة سداد مذهلة لألمانيا لتعويضات الحرب. نظرًا لأن الخطة حلت أزمة دولية خطيرة، فقد شارك دوز جائزة نوبل للسلام في عام 1925 عن عمله.
لقد كانت الخطة تدبيرًا مؤقتًا وثبت أنه غير عملي. اُعتمدت خطة يانغ في عام 1929 لتحل محلها.

## الخلفية: الحرب العالمية الأولى أوروبا

### العجز عن سداد الدين الألماني الأولي
في ختام الحرب العالمية الأولى، أدرجت قوات الحلفاء والدول المنتسبة في معاهدة فرساي خطة للتعويضات التي تعيَّن على ألمانيا دفعها؛ كان يتعين دفع 20 مليار مارك ذهبية بينما كان يجري تحديد الرقم النهائي. في عام 1921، حدد جدول مدفوعات لندن رقم الجبر الألماني بقيمة 132 مليار مارك ذهبي (مقسمة إلى فئات مختلفة، منها 50 مليار مارك ذهبي فقط كان المطلوب دفعها). طالب الصناعيون الألمان في وادي الرور، الذين فقدوا المصانع في لورين والتي عادت إلى فرنسا بعد الحرب، بمئات الملايين من المارك من الحكومة الألمانية. ورغم التزاماتها بموجب معاهدة فرساي، دفعت الحكومة الألمانية للصناعيين في وادي الرور، مما ساهم بشكل كبير في التضخم المفرط الذي تبع ذلك. خلال السنوات الخمس الأولى بعد الحرب، كان الفحم نادرًا في أوروبا وسَعت فرنسا إلى تصدير الفحم من ألمانيا لصناعة الصلب. احتاج الألمان إلى الفحم للتدفئة المنزلية ولإنتاج الصلب المحلي، بعد أن فقدوا مصانع الصلب في لورين أمام الفرنسيين.
لحماية صناعة الصلب الألمانية المتنامية، بدأ منتجو الفحم الألمان - الذين جلس مدرائهم أيضًا في مجالس السكك الحديدية الحكومية الألمانية وشركات الصلب الألمانية - في زيادة معدلات الشحن على صادرات الفحم إلى فرنسا. في أوائل عام 1923، تخلفت ألمانيا عن تعويضاتها ورفض منتجو الفحم الألمان شحن المزيد من الفحم عبر الحدود مما جعل القوات الفرنسية والبلجيكية تحتل الرور لإجبار الحكومة الألمانية على استئناف شحنات الفحم وفحم الكوك. لقد وصفت ألمانيا المطالب بأنها مرهقة في ظل ظروف ما بعد الحرب (60 في المائة مما كانت ألمانيا تشحنه إلى نفس المنطقة قبل بدء الحرب). أغضب احتلال الرور هذا، مركز صناعات الفحم والصلب الألمانية، الكثير من الشعب الألماني. كانت هناك مقاومة سلبية للاحتلال وعانى الاقتصاد، مما ساهم في زيادة التضخم الألماني.

### تأسيس لجنة مدرسة باركلي

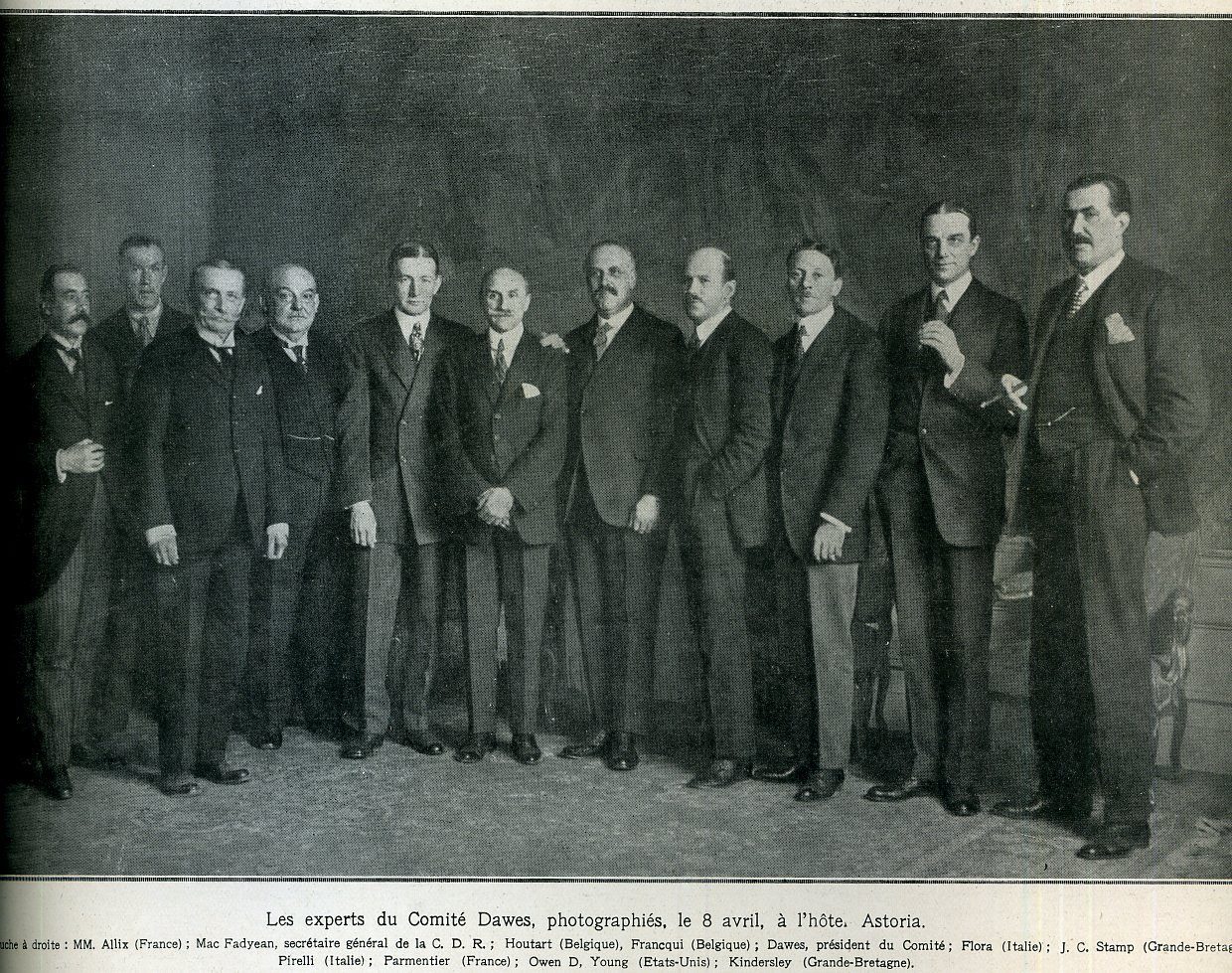
لجنة دوز، برئاسة تشارلز جيتس دوز (8 أبريل 1924)

لنزع فتيل هذا الوضع ولزيادة فرص ألمانيا لاستئناف دفع التعويضات، طلبت لجنة تعويضات الحلفاء من دوز إيجاد حل سريع. تألفت لجنة دوز، التي حثتها بريطانيا والولايات المتحدة على العمل، من عشرة ممثلين خبراء غير رسميين، اثنان من بلجيكا (البارون موريس هوتارت، وإميل فرانكي)، ومن فرنسا (جان بارمينتييه، وإدغارد أليكس)، ومن بريطانيا (السيد يوشيا سي ستام، والسير روبرت م. كيندرسلي)، ومن إيطاليا (ألبرتو بيريلي، فيديريكو فلورا)، ومن الولايات المتحدة (داوز وأوين دي يونغ، اللذان عينهما وزير التجارة هربرت هوفر). تم تكليف دوز بإيجاد حل لتحصيل ديون الجبر الألمانية، والتي تم تحديدها على أنها 132 مليار مارك ذهبي، وكذلك الإعلان عن أن أمريكا ستقدم قروضًا للألمان، حتى يتمكنوا من سداد مدفوعات التعويضات إلى الولايات المتحدة الولايات وبريطانيا وفرنسا.

## النقاط الرئيسية لخطة دوز
في اتفاق أغسطس 1924، كانت النقاط الرئيسية من خطة دوز هي:
1. إخلاء منطقة الرور من قبل القوات الأجنبية
2. ستبدأ مدفوعات التعويض بمليار مارك في السنة الأولى، وتزداد سنويًا إلى ملياري ونصف المليار بعد خمس سنوات
3. سيتم إعادة تنظيم بنك الرايخ تحت إشراف الحلفاء
4. تتضمن مصادر أموال التعويضات ضرائب النقل والضرائب الجمركية
5. ستُقرَض ألمانيا حوالي 200 مليون دولار من خلال إصدارات سندات وول ستريت في الولايات المتحدة الأمريكية بشكل أساسي[7]

تمت مراقبة إصدارات السندات من قبل مجموعة من البنوك الاستثمارية الأمريكية، بقيادة مصرف جيه بي مورغان وشركاه تحت إشراف وزارة الخارجية الأمريكية. استفادت ألمانيا بشكل كبير من تدفق رأس المال الأجنبي. دخلت خطة دوز حيز التنفيذ في سبتمبر 1924. شارك دوز والسيد أوستن شامبرلين في جائزة نوبل للسلام.
بدأ اقتصاد ألمانيا في الانتعاش خلال منتصف العشرينات واستمرت البلاد في دفع التعويضات الممولة الآن من التدفق الكبير لرأس المال الأمريكي. ومع ذلك اعتبر الألمان خطة دوز بمثابة إجراء مؤقت وتوقعوا حلاً منقحًا في المستقبل. في عام 1928 دعا وزير الخارجية الألماني جوستاف شتريسمان إلى وضع خطة نهائية حيث سُنّت خطة يانغ في عام 1929.

## نتائج خطة دوز
أسفرت خطة دوز عن مغادرة القوات الفرنسية لوادي الرور. لقد وَفّرَ تدفق رأس مال كبير للصناعة الألمانية، والتي استمرت في إعادة البناء والتوسع. نقل رأس المال المتاح الآن للصناعة الألمانية، من الناحية العملية، أعباء تعويضات الحرب الألمانية من الحكومة والصناعة الألمانية إلى مستثمري السندات الأمريكيين. كانت خطة دوز أيضًا بداية العلاقات بين الصناعة الألمانية وبنوك الاستثمار الأمريكية.
نتج عن احتلال الرور انتصار صناعة الصلب الألمانية وبرنامج إعادة تسليح ألمانيا. ومن خلال تقليل إمدادات الفحم إلى فرنسا، والتي كانت تعتمد على الفحم الألماني، تمكن الصناعيون الألمان من تعويق صناعة الصلب في فرنسا، مع إعادة بنائها. وبحلول عام 1926، كانت صناعة الصلب الألمانية مهيمنة في أوروبا ولم تزداد هذه الهيمنة إلا في السنوات التي سبقت الحرب العالمية الثانية.

## روابط خارجية
- خطة دوز المفصلة في موسوعة كولومبيا، الطبعة السادسة
- خطة دوز (لفترة قصيرة جدًا) في موسوعة بريتانيكا
- وزارة الخارجية، مكتب المؤرخ